# رجبعلی امیری فلاح
رجبعلی امیری فلاح (۱۲۷۸ سنگاچین، بندرانزلی - ۱۵ آذر ۱۳۷۳ تهران) خواننده اهل گیلان ؛ صیادی شغل دیگر ایشان برای گذران زندگی بود. آثار وی بعلت کاستی های زیادی به ثبت نرسیده اما با تلاشهای زیاد سعی در شناخته شدن این هنرمند سنتی خوان صورت گرفته است.

## زندگی‌نامه
رجبعلی امیری فلاح در سال ۱۲۷۸ و در اواخر سلطنت ناصرالدین شاه) در روستای سنگاچین بندرانزلی به دنیا آمد.
نام پدرش امیر بود. در هنگام سجل گرفتن چون پدرش کشاورز بود نام فامیلی وی امیری فلاح شد. در کودکی به مکتب‌خانه محل نزد ملّاعبدالله طالقانی رفت و سواد خواندن و نوشتن و قرآن را آموخت.
وی بسیار بااستعداد و خوش صدا بود و قرآن را با صدای خوش می‌خواند. امیری به علت از دست دادن پدر و مادر در ابتدای نوجوانی وارد کسب و کار محلی یعنی زراعت و صیادی گردید و از این به بعد صدای زمزمه امیری به صورت خواندن آوازهای بجارکاری، بجار کتامی و اشعار شرفشاهی به گوش اهالی رسید و همه از صدای زیبای وی لذّت می‌بردند.

### از نگاه فرزندش
بنا به گفته دختر ایشان خانم «ایران امیری» در یکی از روزها که پدر سختی روزگار را با دریا ضجه می‌زد صبا و قمر در کنار دریا قدم می‌زدند که صدای پدر توجه آنها را به خود جلب کرد و آشنایی بین آنها شکل گرفت. استاد صبا پدر را به تهران دعوت نمود که مصادف با عروسی فوزیه بود و قرار شد پدر در آنجا به اجرای برنامه بپردازد ولی چون لباس پدر رسمی نبود آنها با توجه به آن جشن بزرگ برایش لباس تهیه نمودند و پدر در آن مراسم به اجرای برنامه پرداخت. بنا به گفته ایشان امیری در کودکی در حضور مظفرالدین شاه در بندرانزلی اذان زده بود. تنها اسناد به جای مانده از صدای استاد امیری گفتگوی کوتاه ۱۰ دقیقه‌ای است که در سال ۱۳۵۵ فریدون فرخزاد به سفارش حسین ملک در برنامه صبح جمعه با ایشان انجام داد و استاد به همراه تارِ فریدون حافظی اشعاری از سعدی و حافظ را خواند و بسیار مورد توجه مجری و حاضرین برنامه قرار گرفت.
همچنین طبق گفته دختر ایشان برنامه‌های زنده رادیویی در خلال سالهای ۱۳۲۲ تا ۱۳۲۴ در رادیو نیروی هوایی داشت که طرفداران بسیاری پیدا کرده بود. به علت آنکه استاد بسیار کم‌گو بود چیز زیادی از گذشته دورش نمی‌گفت؛ بنابراین خاطرات چندانی تا لحظه آن اتفاق مهم یعنی رفتن به شهرستان (شاهی قدیم) قائمشهر از وی به جا نمانده است. طبق گفته خودشان در برنامه صبح جمعه با شما از هفت سالگی می‌خواند، استادش پدر تاتایی، محمد بلبل‌خوان خواننده مظفرالدین شاه بود که در مازندران توسط آقای چیت‌ساز با او آشنا شد. استاد امیری چون وضع مطلوب مالی برای سرپرستی خانواده‌اش را نداشت دکتر مشحون کاری در بانک صنعت و معدن آن زمان برایش پیدا کرد و بعدها که صنعت و معدن تبدیل به سازمان برنامه گردید به آنجا منتقل شد و مدت ۱۸ سال خدمت کرد اما کار دولتی او را قانع نکرد و پس از ۱۸ سال خود را بازخرید کرد و با پول مختصری که دریافت نمود خانه کوچکی در یکی از کوچه‌های تنگ و باریک خیابان بریانک تهران خرید و زن و بچه‌هایش را از کرایه‌نشینی نجات داد.
سال‌های بعد از بازخریدی از بدترین سال‌های زندگی وی از جهت مالی بود که همزمان با ظهور موسیقی پاپ و جاز در بین جوانان بود (دوره ابتذال موسیقی و زیاد شدن کاباره‌ها) و اساتید و مکتب‌داران را یکسره گوشه‌گیر و بعضاً از دور خارج کرد. اما این دوران زیاد طول نکشید و دوستان استاد امیری وی را به کلاس‌های تدریس خود آوردند، اسماعیل مهرتاش، سلیمان امیرقاسمی، نورعلی‌خان برومند، سعید هرمزی و اصغرخان بهاری کلاس تدریس موسیقی و تعلیم‌آوازی در خیابان لاله‌زار تهران داشتند که استاد امیری به آنها پیوست، در این کلاس بزرگان آوازی همچون  محمودی خوانساری، استاد محمدرضا شجریان و اکبر گلپایگانی تلمّذ نمودند. استاد امیری در کلاس موسیقی  حسین ملک نیز مدتی حضور داشت و شاگردان آن هنرکده را تعلیم ردیف‌آواز می‌داد.
بعد از انقلاب به دلیل بحران مالی و از روی اجبار به ماشک‌بافی (تور) روی آورد و ماشک‌ها را جهت فروش به زیر پل بندر انزلی می‌آورد. او تا قبل از مریضی به همین شکل خرجش را درمی‌آورد و از کمک دیگران به شدت پرهیز می‌کرد تا اینکه وضعیت جسمی و روحی وی بسیار وخیم شد و با فهمیدن جامعه موسیقی از وضع نگران کننده استاد، شاگردان قدیمی هم جهت ادای دین آمدند از آن جمله می‌توان به استاد محمدرضا شجریان اشاره کرد که در مجلس بزرگداشتی که توسط دکتر علی‌اکبر جلالی و مهندس موسوی مدیر شرکت فومن‌شیمی برگزار شد، شرکت نمودند و همچنین دکتر گودرزی، دکتر الهی‌قمشه‌ای، غلامحسین امیرخانی، امیر فلسفی، سبزه‌کار و کابلی. در این مراسم باشکوه به شایستگی از شأن و منزلت استاد امیری تجلیل شد و ایشان اجراهای زیبای فی‌البداهه‌ای از ترانه‌های محلی داشتند که موجب لذت و تحسین حاضران شد و دکتر الهی‌قمشه‌ای در تجلیل از صدای زیبای ایشان سخنرانی نمود. منزل استاد امیری را همین جماعت گازکشی کردند و حمامی تمیز برایش ساختند. استاد امیری وضعیت جسمی و روحی مناسبی نداشت و گرنه اجازه این خدمات را نمی‌داد و همه دیدند که خیلی از این مزایا استفاده نکرد و در نهایت به تاریخ ۱۵ آذر ماه ۱۳۷۳ در تهران درگذشت، خدایش بیامرزد.